# Oracle (satellite)
Pour les articles homonymes, voir Oracle.
Oracle (auparavant Cislunar Highway Patrol System ou CHPS) est une mission expérimentale de veille spatiale conçue par le laboratoire militaire américain Air Force Research Laboratory (AFRL) qui doit être lancée vers 2025. Son objectif est de mettre au point les techniques permettant de détecter et de suivre les objets artificiels et naturels circulant au-delà de l'orbite géostationnaire jusqu'au niveau de l'orbite lunaire. Le satellite Oracle, qui est équipé pour remplir sa mission d'un capteur optique, doit être positionné près du point de Lagrange L1 du système Terre Lune. La mission doit durer au minimum deux ans.  

## Historique
En mars 2022, le laboratoire militaire américain Air Force Research Laboratory (AFRL) de l'Armée de l'Air américaine lance un appel d'offres pour le développement d'un satellite expérimental chargé d'assurer une mission de veille spatiale de l'espace lointain. La mission est baptisée Cislunar Highway Patrol System (CHPS).
En novembre 2022, la société Advanced Space est sélectionnée et la mission est renommée Oracle en hommage au rôle de l'Armée de l'Air américaine dans le développement du programme Apollo. Le contrat d'un montant de 72 millions US$. Advanced Space, qui est basée à Westminter dans le Colorado, est l'opérateur de la mission expérimentale CAPSTONE lancée en juin 2022 dans le cadre du programme Artemis,.
Advanced Space sélectionne en janvier 2023 la société General Atomics Electromagnetic Systems basée à San Diego (Californie) pour la fourniture de la plateforme du satellite GA-500, ainsi que l'intégration et les tests de la charge utile. Celle-ci est un capteur optique fourni par la société Leidos.    

## Objectifs
L'objectif principal de la mission est de mettre au point les techniques permettant de détecter des objets de petite taille ou éloignés (débris spatiaux, corps de fusée, ...) et de suivre les engins spatiaux circulant dans la région de l'espace située à une distance supérieure à 36 000 kilomètres de la Terre jusqu'à l'orbite lunaire (385 000 kilomètres), c'est-à-dire au-delà des zones déjà surveillées (de l'orbite basse jusqu'à l'orbite géostationnaire) par des observatoires terrestres ou spatiaux existants. Le volume de cette région de l'espace est plus de 1000 fois plus important que celui faisant déjà l'objet d'une surveillance. La mission doit également permettre d'étudier la problématique du positionnement et de la navigation des engins spatiaux circulant au-delà de l'orbite géostationnaire. Un objectif secondaire est d'améliorer la maîtrise de l'utilisation des ergols stockables "verts" (non toxiques) dans l'optique des ravitaillements en orbite,.